# 2021年の文学
2021年の文学（2021ねんのぶんがく）では、2021年の文学に関する出来事について記述する。
2020年の文学 - 2021年の文学 - 2022年の文学

## できごと
- 1月20日 - 第164回芥川龍之介賞・直木三十五賞（2020年下半期）の選考委員会開催。芥川賞に宇佐見りんの『推し、燃ゆ』（文藝秋季号）、直木賞に西條奈加『心淋し川』（集英社）が受賞[1]。
- 4月14日 - 第18回本屋大賞に町田そのこの『52ヘルツのクジラたち』（中央公論新社）が受賞[2]。
- 7月14日 - 第165回芥川龍之介賞・直木三十五賞（2021年上半期）の選考委員会開催。芥川賞に  石沢麻依『貝に続く場所にて』（群像6月号）と李琴峰　『彼岸花(ひがんばな)が咲く島』（文学界3月号）、直木賞に佐藤究『テスカトリポカ』（KADOKAWA）と澤田瞳子『星落ちて、なお』（文藝春秋 ）が受賞[3]。

## 受賞

### 日本国内
- 第164回（2020年下半期）芥川賞・直木賞（1月15日）
  - 芥川賞 - 宇佐見りん 『推し、燃ゆ』（文藝秋季号）
  - 直木賞 - 西條奈加『心淋し川』（集英社）
- 第165回（2021年上半期）芥川賞・直木賞（7月14日）
  - 芥川賞 - 石沢麻依『貝に続く場所にて』（群像6月号）、李琴峰　『彼岸花(ひがんばな)が咲く島』（文学界3月号）
  - 直木賞 - 佐藤究『テスカトリポカ』（KADOKAWA）、澤田瞳子『星落ちて、なお』（文藝春秋 ）

- 第18回本屋大賞（4月14日） - 町田そのこ『52ヘルツのクジラたち』（中央公論新社）